# Hime curtirostris
Espèce
Statut de conservation UICN

 LC 12 octobre 2018 : Préoccupation mineure
Hime curtirostris est une espèce de poissons marins téléostéens de la famille des Aulopidae.

## Systématique
L'espèce Hime curtirostris a été décrite pour la première fois en 1967 par l'ichtyologue australien James Miln Thomson (d) (1921-) sous le protonyme Aulopus curtirostris.

## Description
Hime curtirostris possède un corps allongé qui peut atteindre les 19,3 cm, et dont l'holotype mesure 12,9 cm.
Comme les membres de la famille des Aulopidae, l'espèce a une nageoire dorsale dont la longueur dépasse la moitié de celle de l'ensemble du corps.
Les membres de cette espèce se caractérisent par un museau très court, de longueur inférieure au diamètre de leurs yeux, ce qui a valu à cette espèce son nom spécifique.

## Répartition
Cette espèce se croise au large de l'Australie, dans l'océan Pacifique, à des profondeurs variant de 135 à 180 m.

## Étymologie
Son épithète spécifique, curtirostris, du latin « curtus », écourté, et « rostrum », rostre, fait référence à la petite taille de son museau, inférieure à celles de ses yeux.

## Publication originale
- (en) James Miln Thomson, « New species and new records of fish from Queensland », Proceedings of the Linnean Society of New South Wales, Australie, vol. 92, nos 413-415,‎ 1967, p. 145 et 147 (lire en ligne)